# Thymus adamovicii
Thymus adamovicii — вид рослин родини глухокропивові (Lamiaceae), поширений у Центральній Югославії. Вид названо на честь Луйо Адамовича (1864 — 1935), сербського ботаніка.

## Опис
Подібний до T. longicaulis, але з еліптичними, напівзвивистими, запушеними листками довжиною до 9 мм, а квіти світло-багрянисто-рожеві.

## Поширення
Поширений у Центральній Югославії.